# Batracomorphus collinus
Batracomorphus collinus är en insektsart som beskrevs av Henry Fairfield Osborn 1934. Batracomorphus collinus ingår i släktet Batracomorphus och familjen dvärgstritar. Inga underarter finns listade i Catalogue of Life.